# Osio Sopra
Osio Sopra [ˈɔːzjo ˈsoːpɾa] (Öss de Sùra [ˈøs dɛˈsuɾa , ˌøzdɛˈsuɾa] in dialetto bergamasco) è un comune italiano di 5 200 abitanti della provincia di Bergamo in Lombardia.
Situato nella pianura centrale bergamasca, dista circa 10 chilometri a sud dal capoluogo orobico.

## Storia
La storia del paese è strettamente legata con quella di Osio Sotto, con il quale ha condiviso gran parte delle proprie vicende storiche.
I primi insediamenti stabili si verificarono in epoca romana, quando sul territorio era presente un'importante via di comunicazione che partiva dalla città di Milano e, passando dal Ponte corvo in località di Marne, giungeva fino a Bergamo. Nel capoluogo l'ultimo tratto di questa strada era chiamato appunto via Osio, fatto che ribadiva l'importanza del borgo osiense.
In quei tempi ad Osio si verificò un'importante opera di centuriazione, con la quale si ebbe un primo sviluppo urbanistico del pagus, in cui ricoprì grande importanza la famiglia patrizia della gens Otia (o gens Oxia), da cui poi ebbe origine il toponimo.
Con il termine dell'impero romano il territorio cominciò a spopolarsi in seguito alle invasioni barbariche, che lo resero insicuro e pericoloso. Soltanto l'arrivo dei Longobardi acquietò la situazione, che conobbe un ulteriore sviluppo con il successivo avvento dei Franchi. Questi ultimi crearono i presupposti per la formazione del Sacro Romano Impero, istituzione che diede il via al feudalesimo.
Ed è in questo periodo storico che appaiono i primi documenti scritti che attestano l'esistenza di Osio, menzionato in atti del IX e X secolo come "Osio superiore".
Inizialmente affidato in gestione alla diocesi di Bergamo, il territorio fu presto al centro delle mire espansionistiche delle famiglie più in vista, tanto da rendere obbligatoria la costruzione di un castello a scopi difensivi, in cui la popolazione poteva rifugiarsi in caso di attacco.
Nel mezzo di queste lotte di fazione tra guelfi e ghibellini, Osio subì una serie di incursioni, dovute alla sempre maggiore importanza che il centro andava assumendo, anche per via delle attività estrattive di salnitro. Sono documentati scontri tra le opposte fazioni nel 1299, anche se il massimo livello di recrudescenza del fenomeno si ebbe negli anni compresi tra il 1405 ed il 1407.
La situazione si tranquillizzò quando, nel 1427, Osio entrò a fare parte della Repubblica di Venezia. Questa emanò una serie di decreti, tra cui la costruzione di canali artificiali (su tutti la roggia Colleonesca) utilizzati per scopi irrigui, che permisero un rapido sviluppo economico trainato dall'allevamento e dall'agricoltura, con un conseguente miglioramento delle condizioni sociali. 
I secoli successivi non videro più accadere episodi di rilievo ad Osio, che seguì le sorti politiche del resto della provincia, inserita nella Repubblica Cisalpina nel 1797, trasferita nel 1815 nel Regno Lombardo-Veneto ed infine definitivamente unita al Regno d'Italia nel 1859.

### La Rasica
La storia della Rasica di Osio Sopra affonda le sue radici ben prima della fondazione dello stabilimento per la torcitura della seta, le prime testimonianze del luogo dove ora sorge la vecchia filanda risalgono al 1469. I documenti riportano dell'esistenza di un mulino a due ruote per la molitura dei cereali, che sfruttava le acque del Canale Marzola, chiamato negli anni successivi Roggia Brembilla. Negli anni che seguirono fu impiantata anche una segheria, la Rasica appunto. 
I terreni su cui sorgevano gli edifici rimasero in possesso della famiglia Lazzarini per oltre due secoli fino al 1872 quando Wilhelm Schroeder, imprenditore germanico, ne acquistò gran parte facendo riqualificare l'area per costruire l'odierna filanda di cui tenne il controllo fino all'arrivo della Prima Guerra Mondiale, nel 1914. A quel punto preferisce abbandonare l'Italia e cede la proprietà ad un noto industriale della zona, Paolo Orsi Mangelli.
In questi anni l'azienda vive i suoi anni di massimo splendore occupando 680 lavoratrici e lavoratori nel 1927.
Negli anni Cinquanta a causa della prima crisi del settore manifatturiero viene introdotta la lavorazione di fibre sintetiche.
Il passaggio di proprietà del 1952 segnò l’inizio di una spirale di declino per la filanda, aggravata dalla grande crisi del settore tessile che colpì l’industria intorno alla metà degli anni settanta.
Oggi la Rasica dopo numerosi cambi di proprietà nel corso dei decenni conta circa 20 dipendenti. Le aree più vecchie del complesso sono ormai inutilizzate e abbandonate.
Nel 1979 alla Rasica è stato girato anche un film, "La settimana di Chiara Brenna", realizzato dal regista Giorgio Pelloni per la Rai.
Il lungometraggio racconta le vicende di alcune operaie di una filanda lombarda, stanche delle condizioni di lavoro disumane.
Per la realizzazione vennero impiegate, come comparse, circa 100 persone residenti nel comune di Osio Sopra. 

### Il campo di volo della Rasica (1911)
All'inizio del XX secolo, Osio Sopra fu protagonista di un evento storico per l'aviazione italiana con l'inaugurazione, il 17 e 18 aprile 1911, del campo di volo della Rasica, situato al confine tra Osio Sopra e Osio Sotto. Questo aerodromo, tra i primi in Italia, ospitò gare e dimostrazioni di volo che attirarono aviatori europei di spicco, come Ciro Cirri, aviatore toscano, e furono seguite con entusiasmo dalla stampa locale, tra cui "L’Eco di Bergamo" e il "Giornale di Bergamo". 
Tra i pionieri locali, Stefano Minossi, aviatore autodidatta bergamasco, si distinse per i suoi esperimenti: il 25 aprile 1911, decollò con un biplano da lui progettato e costruito, raggiungendo un’altezza di circa due metri. Anche Giuseppe Nosari di Gandino partecipò alle attività del campo, stabilendo nel 1912 un primato italiano di altezza con passeggero. 
L'aerodromo della Rasica, pur avendo avuto vita breve e venendo successivamente sostituito dall'aeroporto di Orio al Serio, rappresenta una pagina significativa della storia aeronautica bergamasca e un simbolo dell'innovazione tecnologica nel territorio.
Oggi, l'area della Rasica, un tempo teatro di queste imprese pionieristiche, è utilizzata da appassionati per il volo di aeromodellini, mantenendo viva, in forma simbolica, la vocazione aeronautica del luogo.

### Simboli
Lo stemma e il gonfalone sono stati concessi con decreto del presidente della Repubblica del 18 marzo 1985.
Nello stemma sono raffigurati dei reperti rinvenuti nel territorio: una fibula e due anelli risalenti all'età del bronzo. Nella parte inferiore una pianta di gelso a rappresentare la coltura di questo arbusto.
Il gonfalone è un drappo troncato di bianco e di rosso.

## Monumenti e luoghi d'interesse
In ambito religioso molto importante è la chiesa parrocchiale di San Zenone che, risalente al medioevo, racchiude opere pittoriche di buon pregio di pittori lombardi. Si racconta inoltre che questo edificio sacro venne edificato con il materiale di un antico castello, di cui ora non esistono resti.

### Santuario della Madonna della Scopa

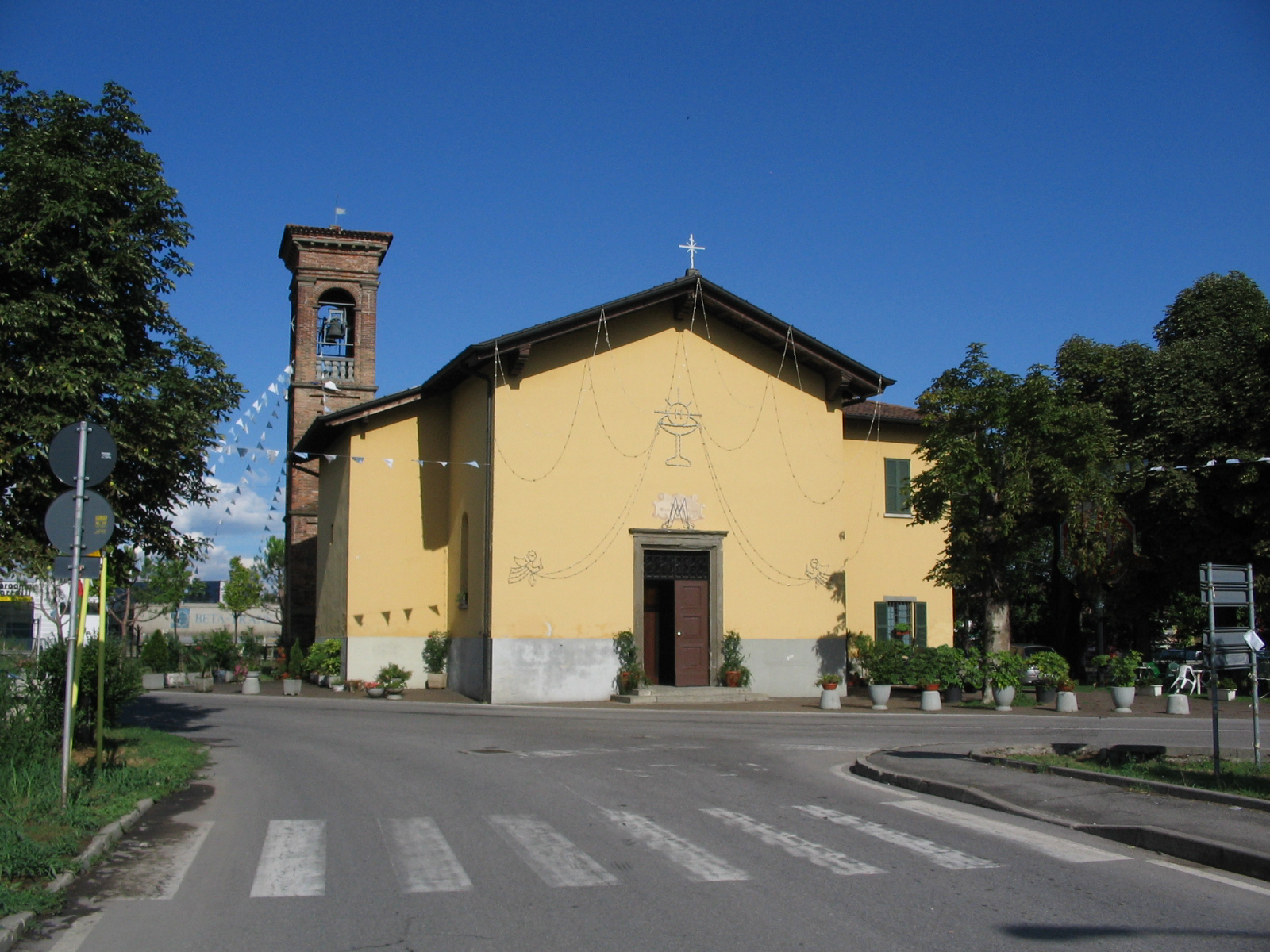
Santuario della Madonna della Scopa

In un quartiere di recentissima formazione il monumento più notevole è costituito dall'antico santuario della Madonna della Scopa. La chiesa era inizialmente assai piccola, in seguito fu protetta sul frontale da un portico della profondità di circa 4-5 metri, successivamente incorporato nella costruzione globale, la quale era adorna di graffiti ed affreschi che si fanno risalire al 1400.
Edificato nel XV secolo, inizialmente aveva dimensioni molto ridotte, per poi essere più volte ampliato, l'ultima delle quali all'inizio del XX secolo, quando assunse l'attuale configurazione. Molto caratteristiche sono le sue pareti, completamente dipinte dal pittore Abramo Spinelli insieme a dei decoratori.
La tradizione vorrebbe farne risalire il nome al fatto che la Madonna dovette intervenire direttamente per pulire il vecchio edificio sacro lasciato in uno stato di abbandono.
Vicino alla chiesa verso la fine del Seicento sorse una fornace conosciuta col nome di "fornace della scopa" per la vicinanza del santuario omonimo. Questa fornace cavava terra sulla via per Levate e rifornì di laterizi il cantiere della chiesa parrocchiale.
Oggi intorno alla chiesetta si è sviluppato un quartiere residenziale. Un viale alberato, accessibile solo a piedi o in bicicletta denominato Viale degli angeli collega il santuario al centro del paese.

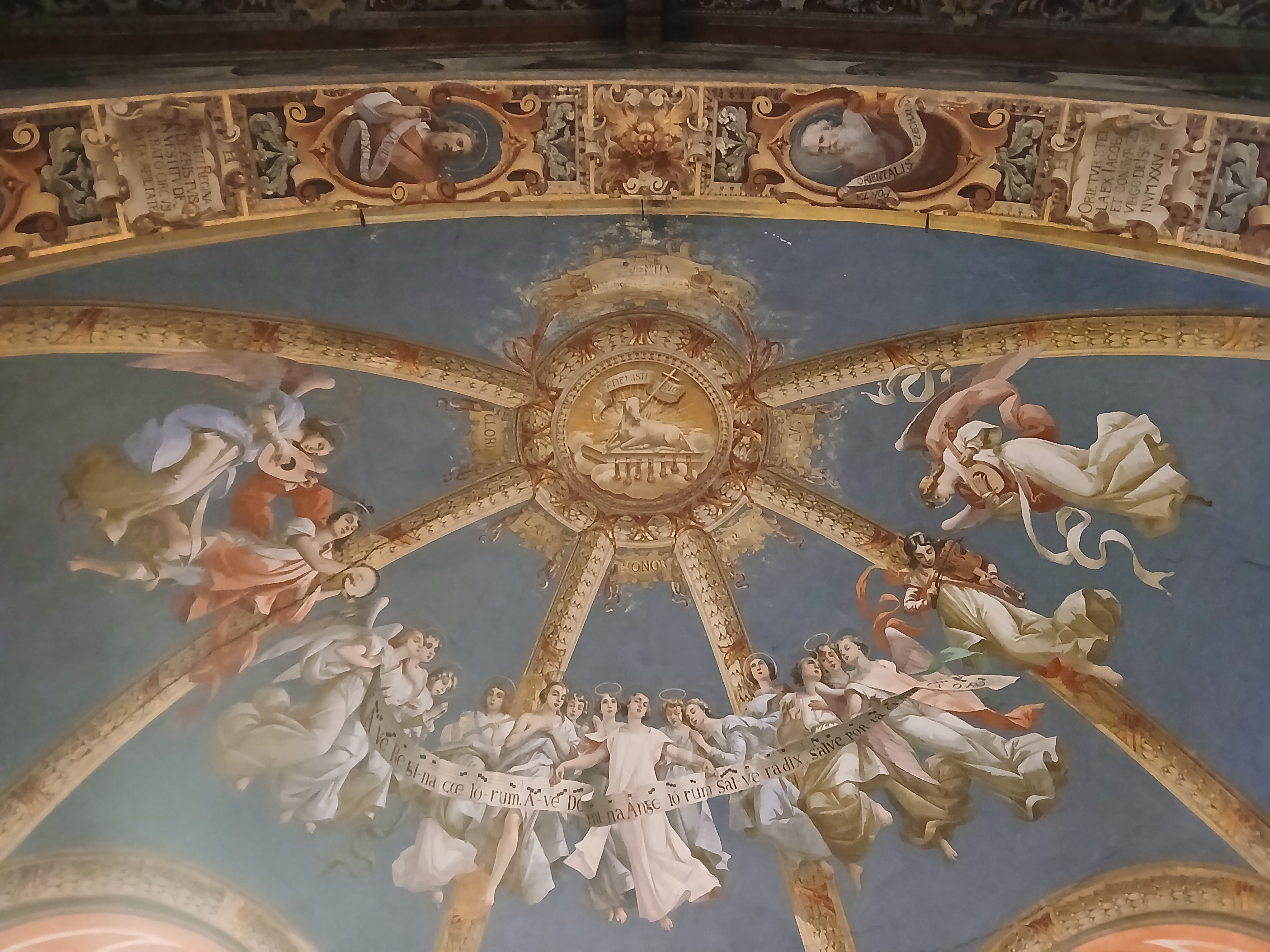
Abramo Spinelli. Affresco dell'abside del santuario della Madonna della scopa

### Palazzo Camozzi-Andreani
Merita una menzione il Palazzo Camozzi-Andreani (Villa Andreani), conosciuto anche come "palazzo delle Gigine", edificato nel XVIII secolo.

## Società

### Evoluzione demografica
Abitanti censiti

## Infrastrutture e trasporti
Fra il 1890 e il 1953 la località era servita dalla tranvia Monza-Trezzo-Bergamo.